# Фарли (Кентаки)
Фарли (енгл. Farley) насељено је место без административног статуса у америчкој савезној држави Кентаки.

## Демографија
По попису из 2010. године број становника је 4.701.
| Група             | 2000.    | 2010.         |
| Белци             | 0 (0,0%) | 4.318 (91,9%) |
| Афроамериканци    | 0 (0,0%) | 166 (3,5%)    |
| Азијати           | 0 (0,0%) | 12 (0,3%)     |
| Хиспаноамериканци | 0 (0,0%) | 101 (2,1%)    |
| Укупно            | 0        | 4.701         |